# Spider-Man: No Way Home
Spider-Man: No Way Home (bra: Homem-Aranha: Sem Volta para Casa; prt: Homem-Aranha: Sem Volta a Casa) é um filme norte-americano de super-herói de 2021 baseado no personagem Homem-Aranha da Marvel Comics, co-produzido pela Columbia Pictures e Marvel Studios, e distribuído pela Sony Pictures Releasing. É a sequência de Spider-Man: Homecoming (2017) e Spider-Man: Far From Home (2019), e o vigésimo sétimo filme do Universo Cinematográfico Marvel (UCM) e o décimo terceiro filme da série de filmes Homem-Aranha. Dirigido por Jon Watts e escrito por Chris McKenna e Erik Sommers, o filme é estrelado por Tom Holland como Peter Parker / Homem-Aranha, ao lado de Zendaya, Benedict Cumberbatch, Jacob Batalon, Jon Favreau, Jamie Foxx, Willem Dafoe, Alfred Molina, Benedict Wong, Tony Revolori, Marisa Tomei, além dos retornos de Andrew Garfield e Tobey Maguire. No filme, Parker pede ajuda ao Dr. Stephen Strange (Cumberbatch) para tornar sua identidade como Homem-Aranha um segredo novamente com magia, o que leva à abertura do multiverso, permitindo que supervilões de realidades alternativas entrem no universo de Parker.
Um terceiro filme do Homem-Aranha no UCM foi planejado já em 2017, durante a produção de Homecoming. Em agosto de 2019, as negociações entre a Sony e a Marvel Studios para alterar seu acordo — de que eles produziriam os filmes do Homem-Aranha juntos — terminaram com a saída da Marvel Studios do projeto. No entanto, uma reação negativa dos fãs levou a um novo acordo entre as duas empresas um mês depois. Watts, McKenna, Sommers e Holland foram confirmados para retornar naquela época. As filmagens começaram em outubro de 2020 na cidade de Nova Iorque, antes de mudar para Atlanta no final daquele mês e terminar no final de março de 2021. No Way Home explora o conceito do multiverso e liga o UCM aos filmes anteriores do Homem-Aranha, com vários atores — incluindo os atores anteriores do personagem, Maguire e Garfield — reprisando seus papéis dos filmes do Homem-Aranha dirigidos por Sam Raimi e Marc Webb. O retorno de Maguire e Garfield foi um assunto de intensa especulação, e a Sony e a Marvel tentaram esconder suas participações antes do lançamento do filme, apesar de vários vazamentos.
Spider-Man: No Way Home estreou no Fox Village Theatre em Los Angeles em 13 de dezembro de 2021, e foi lançado nos Estados Unidos em 17 de dezembro de 2021 como parte da Fase Quatro do UCM; no Brasil e em Portugal foi lançado em 16 de dezembro. O filme recebeu avaliações positivas da crítica e do público, com elogios sendo direcionados à história, direção, as sequências de ação, profundidade emocional, performances e química do elenco. No Way Home arrecadou mais de 1,9 bilhão de dólares em todo o mundo, superando seu antecessor como o filme de maior bilheteria lançado pela Sony Pictures. Tornando-se o filme de maior bilheteria de 2021, o filme do Homem-Aranha de maior bilheteria, a sexta maior bilheteria de todos os tempos e estabeleceu vários outros recordes de bilheteria, incluindo o de primeiro filme lançado após o início da pandemia de COVID-19 a ultrapassar a marca de 1 bilhão de dólares. O filme recebeu inúmeros prêmios e indicações, incluindo uma indicação para Melhores Efeitos Visuais no Oscar 2022. Uma versão estendida do filme, intitulada The More Fun Stuff Version, foi lançada nos cinemas globalmente em setembro de 2022, enquanto uma sequência está em desenvolvimento.

## Enredo
Duas semanas após os ataques de Quentin Beck na Europa, um vídeo é lançado no qual Beck culpa o Homem-Aranha por seu assassinato e revela a identidade do Homem-Aranha como Peter Parker. Peter e MJ fogem para seu apartamento, reunindo-se com sua tia May e Happy Hogan. Peter, MJ, May e Ned Leeds são posteriormente detidos e interrogados, mas têm suas acusações retiradas com a ajuda do advogado Matt Murdock. Peter, MJ e Ned voltam ao colégio, mas suas inscrições para a universidade são rejeitadas devido à recente polêmica.
Peter consulta Stephen Strange no Sanctum Sanctorum, pedindo-lhe para lançar um feitiço para fazer as pessoas esquecerem que ele é o Homem-Aranha. Apesar do aviso de Wong sobre as consequências que podem ocorrer, Strange lança o feitiço de qualquer maneira. No entanto, o feitiço é prejudicado quando os constantes pedidos de mudança de Peter o desestabilizam. Peter vai até a ponte Alexander Hamilton e tenta convencer uma administradora do MIT a aceitar as inscrições de Ned e MJ. De repente, a ponte é atacada por Otto Octavius, que arranca a nanotecnologia da armadura de Aranha de Ferro de Peter, fazendo com que ela se una a seus tentáculos mecânicos. Ao descobrir que este não é o Peter Parker que ele havia lutado anteriormente, Octavius tem seus braços robóticos desativados pela nanotecnologia, antes de ser capturado e colocado em uma cela no Sanctum Sanctorum, junto com Curt Connors que foi capturado por Strange. Strange revela que seu feitiço começou a trazer todos os seres, de todas as partes do multiverso, que sabem que Peter Parker é o Homem-Aranha, para o mundo deles. Com a ajuda de MJ e Ned, Peter decide ajudar a capturar quaisquer outros "visitantes" possíveis. Eles encontram e capturam Max Dillon e Flint Marko.
Em outro lugar, Norman Osborn vai até o F.E.A.S.T. em busca de ajuda. Strange quer enviar os vilões de volta aos seus respectivos universos e encarar seus destinos. Enquanto discutem suas batalhas com o Homem-Aranha, Osborn, Octavius e Dillon percebem que foram retirados de seus universos pouco antes de suas mortes. No entanto, Peter quer curá-los e ajudá-los antes de enviá-los de volta para evitar suas mortes predestinadas. Ele os liberta e prende Strange na dimensão espelhada após uma breve luta, levando os vilões para o apartamento de Happy. Peter cura Otto com sucesso usando a tecnologia das Indústrias Stark para substituir seu chip inibidor quebrado. Quando as curas são desenvolvidas para Norman e Max, a personalidade do Duende Verde assume o controle de Norman antes que a cura possa ser administrada. Norman convence os outros vilões a trair Peter para cumprir suas ambições pessoais. Enquanto Dillon, Marko e Connors escapam, o Duende fere fatalmente May. Antes de morrer, May diz a Parker que "com grandes poderes vêm grandes responsabilidades".
Ned acidentalmente aprende como abrir portais usando o anel de Strange, que ele e MJ usam na tentativa de encontrar Peter, e acabam encontrando duas outras versões de Peter, "Peter Três" (do universo de Curt e Max) e "Peter Dois" (do universo de Norman, Otto e Flint), que também foram trazidos pelo feitiço de Strange. Ned e MJ encontram o Peter deles, que é consolado por MJ, após saber da morte de May. Ele então conhece os outros Homens-Aranha, que compartilham suas próprias histórias de perda de entes queridos e o encorajam a lutar em homenagem a May. Eles cooperam na cura dos vilões restantes e os atraem para a Estátua da Liberdade. Ned e MJ protegem o feitiço original de Strange enquanto os Homens-Aranha lutam juntos contra seus inimigos. Enquanto os três Homens-Aranha lutam, eles decidem planejar um ataque coordenado aos vilões. Mais tarde, Otto junta-se a eles, e eles conseguem derrotar e curar Curt, Max e Flint após uma longa batalha.
Ned acidentalmente liberta Strange da dimensão espelhada, que assume o controle do feitiço e trabalha para proteger o universo atual enquanto as barreiras começam a se quebrar entre os outros universos. Enquanto isso, Peter enfurecido luta e domina o Duende, com a intenção de matá-lo em vingança pela morte de May, mas ele é interrompido pelo Peter do universo do Duende, que acaba sendo apunhalado por trás pelo Duende. Peter então injeta a cura no Duende, restaurando-o em um Norman arrependido. Peter e MJ confessam seu amor um pelo outro e se beijam apaixonadamente antes do feitiço começar oficialmente. Para evitar mais catástrofes e a pedido de Peter, Strange conserta o feitiço, enviando os Homens-Aranha alternativos e seus vilões de volta a seus respectivos universos, enquanto faz com que todos esqueçam a existência de Peter.
Mais tarde, Peter tenta se reapresentar para MJ e Ned, mas desiste. Peter visita o túmulo de May, acompanhado por Happy, agora sem saber da sua identidade, e promete continuar. Peter cria um novo traje do zero para retomar seu heroísmo independente.
Em uma cena no meio dos créditos, Eddie Brock e seu companheiro simbionte, Venom, estão sentados em um bar e conversam com o barman sobre outros super-humanos e o Blip. Enquanto pondera como "proteger" este novo mundo e sobre ir a Nova York falar com o Homem-Aranha, a dupla é rapidamente transportada de volta ao seu universo pelo feitiço de Strange, sem saber, deixando uma parte do simbionte no balcão.

## Elenco
- Tom Holland como Peter Parker / Homem-Aranha:
Um adolescente e Vingador que recebeu habilidades de aranha, após ser mordido por uma aranha radioativa.[8] O filme explora as consequências da cena do meio dos créditos de Spider-Man: Far From Home (2019), em que a identidade de Peter como Homem-Aranha é revelada,[9] e Peter é mais pessimista em comparação com os filmes anteriores. Holland disse que Peter se sente derrotado e inseguro e estava animado para explorar o lado sombrio do personagem.[10] O ajuste para retratar Peter Parker, incluindo elevar sua voz e retornar à mentalidade de um "adolescente ingênuo e charmoso", foi estranho para ele depois de assumir papéis mais maduros, como em Cherry (2021).[11]
- Zendaya como Michelle "MJ" Jones-Watson: Colega de classe e namorada de Peter.[12][13]
- Benedict Cumberbatch como Dr. Stephen Strange / Doutor Estranho:
Um neurocirurgião que se tornou Mestre nas Artes Místicas, após um acidente de carro que acabou com a sua carreira.[14] Strange terá o papel de mentor de Peter, que foi preenchido por Tony Stark (Robert Downey Jr.) em Spider-Man: Homecoming (2017) e Nick Fury (Samuel L. Jackson) em Spider-Man: Far From Home (2019).[15] Cumberbatch sentiu que havia uma relação próxima entre Strange e Parker porque ambos são "super-heróis da vizinhança" com uma história em comum.[16]
- Jacob Batalon como Ned Leeds: O melhor amigo de Peter.[17] Batalon perdeu 46 kg para o papel neste filme.[18]
- Jon Favreau como Happy Hogan: O chefe da segurança das Indústrias Stark e ex-motorista e guarda-costas de Tony Stark, que cuida de Parker.[19]
- Jamie Foxx como Max Dillon / Electro:
Um comerciante de eletricidade que ganha poderes elétricos após um acidente. Foxx reprisa seu papel de The Amazing Spider-Man 2: Rise of Electro (2014).[17][20] O personagem foi redesenhado para No Way Home, abandonando seu design azul do Universo Ultimate de The Amazing Spider-Man 2 para um que faz referência a sua aparência convencional dos quadrinhos.[21]
- Willem Dafoe como Norman Osborn / Duende Verde:
Um cientista e CEO da Oscorp de uma realidade alternativa que testa um intensificador de força instável em si mesmo e desenvolve uma personalidade alternativa enlouquecida, usando uma armadura e equipamentos da Oscorp. Dafoe reprisa seu papel da trilogia Spider-Man de Sam Raimi.[22] Dafoe sentiu que o Duende Verde estava "mais abaixo na linha" com "mais alguns truques na manga" em comparação com sua atuação em Spider-Man (2002). Dafoe recebeu rejuvenescimento digital para aparecer como em Spider-Man, e seu personagem também obtém atualizações em seu traje para torná-lo mais parecido com a sua versão dos quadrinhos.[23]
- Alfred Molina como Dr. Otto Octavius / Doutor Octopus:
Um cientista com quatro tentáculos mecânicos artificialmente inteligentes fundidos ao seu corpo após um acidente. Molina reprisa seu papel de Spider-Man 2 (2004),[24] com essa aparição continuando da história do personagem e sua suposta morte no filme. Molina se interessou por essa abordagem porque envelheceu ao longo dos anos desde que fez o longa e não tinha mais o mesmo físico; o rejuvenescimento digital foi usado para fazer Molina aparecer como em Spider-Man 2.[25] Ao contrário do filme de Raimi, os tentáculos mecânicos foram criados através de CGI em vez de marionetes.[26]
- Benedict Wong como Wong: Mestre em Artes Místicas, mentor e amigo de Strange.[19]
- Tony Revolori como Eugene "Flash" Thompson: colega de classe e rival de Peter.[27]
- Marisa Tomei como May Parker:
Tia de Peter.[28] Ao desenvolver a história, os escritores perceberam que May teria um papel semelhante ao papel do Tio Ben em outras encarnações do Homem-Aranha. Como tal, a frase temática e frequentemente parafraseada “Com grandes poderes vêm grandes responsabilidades” é dita por May, já que ela tem sido a “guia moral” de Parker no MCU.[29]
- Andrew Garfield como Peter Parker / Homem-Aranha:
Uma versão alternativa de Peter que é assombrado por seu fracasso em salvar sua namorada falecida, Gwen Stacy.[30] Garfield reprisa seu papel dos filmes The Amazing Spider-Man de Webb.[31][32] Os outros Homens-Aranha se referem a ele como "Peter-Três",[33] enquanto o site oficial da Marvel o chamava de "O Espetacular Homem-Aranha".[34] Garfield abraçou seu papel como o irmão do meio do grupo e estava interessado em explorar a ideia de um Parker torturado após os eventos de The Amazing Spider-Man 2, incluindo como as lições desses eventos podem ser passadas para o personagem de Holland.[29] Ele estava grato pela chance de "amarrar algumas pontas soltas" para sua encarnação de Parker, e descreveu trabalhar com Holland e Maguire como uma oportunidade de ter "conversas mais profundas... sobre nossas experiências com o personagem". Parker acaba salvando MJ durante o clímax de uma forma semelhante a como ele não consegue salvar Stacy em O Espetacular Homem-Aranha 2; McKenna e o co-roteirista Erik Sommers creditaram ao diretor Jon Watts a ideia enquanto assistiam a um rolo de pré-visualização mostrando ideias para a batalha climática.[35]
- Tobey Maguire como Peter Parker / Homem-Aranha:
Uma versão alternativa de Peter que utiliza teias orgânicas em vez de atiradores de teia como seus colegas alternativos. Maguire reprisa seu papel da trilogia Spider-Man de Raimi.[31][32] Os outros Homens-Aranha se referem a ele como "Peter-Dois",[33] enquanto o site oficial da Marvel o nomeou como "Friendly Neighborhood Spider-Man".[34] Maguire queria que o filme revelasse apenas detalhes mínimos sobre o que aconteceu com seu personagem após os eventos de Homem-Aranha 3 (2007).[29]

Além disso, Thomas Haden Church reprisa seu papel como Flint Marko / Homem-Areia, um vigarista de uma realidade alternativa que recebeu habilidades semelhantes à areia após um acidente, de Spider-Man 3 (2007), enquanto Rhys Ifans repete seu papel como Dr. Curt Connors / Lagarto, um cientista de uma realidade alternativa que tentou criar um soro de regeneração para ajudar a regenerar membros e tecido humano, mas se transformou em um grande monstro reptiliano, de The Amazing Spider-Man (2012).
Repetindo seus papéis de filmes anteriores do Homem-Aranha são Angourie Rice como Betty Brant, colega de classe de Peter e ex-namorada de Ned; Hannibal Buress como treinador Wilson, o professor de educação física da Midtown School of Science and Technology; Martin Starr como Roger Harrington, professor de decatlo acadêmico de Peter; J. B. Smoove como Julius Dell: Professor de Peter; Jorge Lendeborg Jr. como Jason Ionello, colega de classe de Peter; e J. K. Simmons como J. Jonah Jameson, apresentador do TheDailyBugle.net. Charlie Cox reprisa seu papel como Matt Murdock da série Daredevil, da Netflix. Paula Newsome e Arian Moayed aparecem como administradora do MIT de Peter e Agente Cleary, respectivamente. Tom Hardy faz uma aparição não-creditada na cena do meio dos créditos como Eddie Brock / Venom, reprisando seu papel do Universo Homem-Aranha da Sony. Harry Holland, irmão de Tom, faria uma aparição especial como traficante de drogas, após fazer o mesmo em Cherry, mas sua cena foi excluída do corte final do filme.

## Produção

### Desenvolvimento
Durante a produção de Spider-Man: Homecoming (2017), duas sequências do Homem-Aranha estavam sendo planejadas pela Marvel Studios e pela Sony Pictures. Em junho de 2017, o astro Tom Holland disse que o terceiro filme aconteceria durante o último ano do ensino médio de Peter Parker. Em julho de 2019, o presidente da Marvel Studios, Kevin Feige, disse que o terceiro filme apresentaria "uma história de Peter Parker que nunca foi feita antes no cinema" devido ao final do segundo filme, Spider-Man: Far From Home (2019), que revelou publicamente que Peter Parker é o Homem-Aranha. O diretor de Homecoming e Far From Home, Jon Watts, expressou interesse em Kraven, O Caçador sendo o principal antagonista do terceiro filme, tendo apresentado a ideia à Holland.
Em agosto de 2019, o desenvolvimento de dois novos filmes do Homem-Aranha começou com a Sony esperando que Jon Watts e Tom Holland retornassem para os dois; Holland foi contratado para retornar para mais um filme, enquanto Watts havia concluído seu contrato de dois filmes e precisaria assinar outro para mais filmes. Naquela época, o Marvel Studios e sua empresa-mãe, Walt Disney Studios, haviam passado vários meses discutindo a expansão de seu negócio com a Sony. O acordo existente fazia com que a Marvel e Feige produzissem os filmes do Homem-Aranha para a Sony e recebessem 5% de sua receita. A Sony queria expandir o acordo para incluir mais filmes do que o inicialmente acordado, mantendo os mesmos termos do acordo original. A Disney expressou preocupação com a carga de trabalho de Feige já produzindo a franquia do Universo Cinematográfico Marvel (UCM) e pediu uma participação de 25–50% em quaisquer filmes futuros que Feige produzisse para a Sony. Incapaz de chegar a um acordo, a Sony anunciou que iria avançar no próximo filme do Homem-Aranha sem o envolvimento de Feige ou da Marvel. A declaração deles reconheceu que isso pode mudar no futuro, agradeceu a Feige por seu trabalho nos dois primeiros filmes e disse que apreciava "o caminho que [Feige] ajudou a nos colocar, e vamos continuar".
Chris McKenna e Erik Sommers estavam escrevendo o roteiro do terceiro filme na época do anúncio da Sony, depois de terem escrito também para Far From Home, porém Watts estava recebendo ofertas para dirigir filmes grandes para outros estúdios em vez de retornar à franquia, incluindo um potencial trabalho em uma propriedade diferente para o Marvel Studios. Em setembro, o presidente da Sony Pictures Entertainment, Tony Vinciquerra, disse que "no momento a porta está fechada" sobre o retorno do Homem-Aranha ao UCM, e confirmou que o personagem seria integrado ao próprio universo compartilhado da Sony—o Universo Sony Pictures dos Personagens da Marvel—que estava seguindo em frente. Respondendo à reação dos fãs após o anúncio, Vinciquerra acrescentou que "o pessoal da Marvel é um pessoal incrível, temos muito respeito por eles, mas, por outro lado, temos algumas pessoas fantásticas. [Feige] não fez todo o trabalho... somos bastante capazes de fazer o que temos que fazer aqui." No entanto, depois que a reação negativa dos fãs continuou na convenção da D23, e a pedido de Holland que falou pessoalmente com o CEO da Disney, Bob Iger, e com o presidente do Sony Pictures Motion Picture Group, Tom Rothman, as empresas voltaram às negociações.
A Sony e a Disney anunciaram um novo acordo no final de setembro que permitiria à Marvel Studios e à Feige produzir outro filme do Homem-Aranha para a Sony, previsto para 16 de julho de 2021, mantendo o personagem no Universo Cinematográfico da Marvel. Foi relatado que a Disney co-financiou 25% do filme em troca de 25% dos lucros do filme, mantendo os direitos de merchandising do personagem. O acordo também permitiu que o Homem-Aranha aparecesse em um futuro filme da Marvel Studios. Feige afirmou: "Estou emocionado que a jornada do Aranha no UCM continuará, e eu e todos nós do Marvel Studios estamos muito animados por continuarmos trabalhando nisso." Ele acrescentou que seguindo em frente com o Homem-Aranha no UCM, seria capaz de "cruzar universos cinematográficos" e aparecer no próprio universo compartilhado da Sony também. Essa interação foi considerada "uma 'ligação e resposta' entre as duas franquias, pois elas reconhecem os detalhes entre as duas no que seria vagamente descrito como um universo detalhado compartilhado". A Sony descreveu seus filmes anteriores com o Marvel Studios como uma "grande colaboração" e disse que "nosso desejo mútuo de continuar era igual ao de muitos fãs". Na época do novo acordo, Watts estava em negociações finais para dirigir o filme.
Discutindo o novo acordo em outubro, Iger atribuiu isso aos esforços de Holland, bem como à resposta dos fãs ao fim do acordo original, dizendo: "Eu sinto por [Holland] e estava claro que os fãs queriam que isso acontecesse". Ele acrescentou que, durante a negociação do acordo, tanto a Sony quanto a Disney haviam esquecido que "há outras pessoas que realmente importam". Rothman acrescentou que sentiu que o negócio era uma "vitória-vitória-vitória. Uma vitória para a Sony, uma vitória para a Disney, uma vitória para os fãs." Em resposta aos relatórios de agosto sobre o rompimento das negociações, Rothman disse que, as revelações na mídia de discussões, assim como as negociações, não necessariamente se alinham com as discussões reais que estão ocorrendo, e ele sentiu que o acordo final teria acontecido sem os relatórios e os discursos dos fãs, dizendo: "Teríamos chegado lá, e as notícias adiantaram algumas coisas". Em outubro, Zendaya foi confirmada para reprisar seu papel de MJ. Até o final do ano, as filmagens deveriam começar em meados de 2020.

### Pré-produção
McKenna e Sommers começaram a trabalhar no roteiro a sério em dezembro de 2019. Eles consideraram apresentar Kraven como o principal antagonista do filme, uma ideia que Watts havia manifestado interesse e apresentado à Holland, antes de gravitar em direção a uma ideia de história semelhante a It's a Wonderful Life (1946), em que Parker faz um desejo sobre sua identidade agora pública. Essa ideia introduziu o Dr. Stephen Strange na história, e a dupla começou a explorar a ideia do multiverso e potencialmente revisitar personagens do passado do Homem-Aranha. Inicialmente, eles pensaram que isso seria apenas uma provocação para os fãs, mas finalmente decidiram integrar totalmente os personagens anteriores ao enredo. Sommers disse: "Uma vez que foi decidido coletivamente que iríamos fazer esse balanço, tivemos que nos comprometer e fazer o que era certo para a história". Eles escreveram com otimismo para todos os personagens que queriam no filme antes que esses atores fossem confirmados para retornar. Os rascunhos iniciais do filme incluíam todos os personagens principais do passado dos filmes do Homem-Aranha retornando, mas isso foi reduzido porque a dupla sentiu que tinha "mordido [dez] mais do que [eles] podiam mastigar". A dupla trabalhou duro para evitar que o filme fosse apenas "um monte de fan service", usando os personagens que retornam para ajudar a contar a história de Peter Parker, em vez de apenas criar "chamadas de cortina para todos". Norman Osborn / Duende Verde da trilogia Homem-Aranha de Sam Raimi não foi o principal vilão do filme na primeira versão do roteiro, apesar de ainda aparecer como um antagonista; depois que o filme perdeu "outros personagens", McKenna e Sommers concluíram que "tinha que ser" o Duende Verde de 2002, mas de uma forma mais sombria relacionada à versão de Holland do Homem-Aranha. America Chavez foi considerada para aparecer no filme em um ponto para servir no papel de aprendiz de feiticeiro que eventualmente se tornou parte do papel de Ned Leeds no filme; ela aparece em Doutor Estranho no Multiverso da Loucura (2022).
Até o final de 2019, as filmagens deveriam começar em meados de 2020. Em abril de 2020, a Sony remarcou o filme para 5 de novembro de 2021, devido à pandemia de COVID-19. Embora este filme tenha sido originalmente criado para ser ambientado após os eventos de Doutor Estranho no Multiverso da Loucura (2022), aspectos da trama foram reescritos depois que o filme foi adiado para ser lançado posteriormente. Em junho, Marisa Tomei confirmou que voltaria como May Parker, junto com Watts como diretor. Ela estava esperançosa de que o trabalho de May como uma organizadora da comunidade fosse apresentado no filme. Em julho, Tom Holland disse que a produção estava planejada para ocorrer entre o final de 2020 e fevereiro de 2021, e a Sony mudou o lançamento do filme para 17 de dezembro de 2021. Tony Revolori também foi confirmado para reprisar seu papel como Flash Thompson.
No início de outubro, Jacob Batalon e Benedict Cumberbatch foram confirmados para retornarem aos seus papéis como Ned Leeds e Dr. Stephen Strange, respectivamente, enquanto Jamie Foxx estava confirmado para retornar como Electro de The Amazing Spider-Man 2: Rise of Electro (2014), com as filmagens começando no final do mês. Graeme McMillan, do The Hollywood Reporter, sentiu que a inclusão de Strange não foi uma coincidência, considerando a escalação de atores de filmes anteriores do Homem-Aranha como Foxx. Imediatamente antes do início das filmagens, vários outros atores importantes do filme ainda não haviam assinado. Segundo Holland, o filme precisava de "todos ou nenhum" dos atores para ser produzido.

### Filmagens
As filmagens da segunda unidade ocorreram de 14 a 16 de outubro de 2020, em Queens, Nova Iorque, sob o título provisório de "Serenity Now", para capturar placas de efeitos visuais e planos de estabelecimentos. As filmagens ocorreram nos bairros Astoria, Sunnyside e Long Island City. Em 23 de outubro de 2020, as filmagens ocorreram em Greenwich Village, em Manhattan.
A produção mudou para Atlanta em 25 de outubro, com Holland, Batalon e Zendaya se juntando para a filmagem, depois que Holland terminou de filmar Uncharted (2021) da Sony, dois dias antes. Mauro Fiore atuou como diretor de fotografia do filme, substituindo Seamus McGarvey, que teve que deixar a produção após contrair COVID-19. McGarvey também teve um conflito com o filme Cyrano (2021), devido ao atraso de produção de No Way Home causado pela pandemia, com a fotografia principal originalmente planejada para começar em julho de 2020. As filmagens ocorreram no Trilith Studios em um estúdio com medidas de segurança rígidas para evitar a exposição ao COVID-19. Para reduzir as interações entre os membros do elenco e da equipe no set, durante a pandemia, e evitar mais desligamentos, a produção contará com uma "nova tecnologia inovadora" que digitalizará os atores em um sistema de efeitos visuais que pode aplicar maquiagem e os trajes aos atores durante pós-produção. Um sistema de luz também foi instalado para sinalizar quando o elenco poderia tirar suas máscaras para as filmagens e quando as máscaras seriam necessárias para o elenco e os membros da equipe usarem, enquanto o trabalho de set estava sendo feito. Cumberbatch começou a filmar suas cenas para o filme em Atlanta no final de novembro, antes de começar a trabalhar em Doctor Strange in the Multiverse of Madness (2022), que começou a ser filmado naquele mês em Londres. As filmagens duraram de sete a oito semanas usando os títulos provisórios Serenity Now e The November Project, antes de uma pausa durante a temporada de Natal.
Em dezembro, Alfred Molina foi confirmado para reprisar seu papel como Otto Octavius / Doctor Octopus de Spider-Man 2 (2004). Naquele momento, o Collider relatou que Andrew Garfield voltaria como sua versão de Peter Parker / Homem-Aranha dos filmes The Amazing Spider-Man, de Marc Webb, junto com Kirsten Dunst como Mary Jane Watson da trilogia de filmes Spider-Man de Sam Raimi, que Tobey Maguire estava em conversas para retornar como sua versão de Peter Parker / Homem-Aranha dos últimos filmes e Emma Stone também era esperada para retornar como Gwen Stacy dos filmes The Amazing Spider-Man. Discutindo o retorno de atores dos filmes anteriores do Homem-Aranha, Richard Newby sentiu que um filme estilo crossover poderia "diminuir o impacto" do filme de animação de sucesso da Sony, Spider-Man: Into the Spider-Verse (2018). Graeme McMillan comparou o Spider-Verse ao evento de quadrinhos da DC Comics Crise nas Infinitas Terras, dizendo que "um enredo multiversal oferece à Marvel a oportunidade de limpar algumas pontas soltas, enquanto configura o futuro de seu universo cinematográfico e realizar alguns sonhos de fãs no processo". Ele sentiu que era possível que outros Homens-Aranha aparecessem no filme, incluindo personagens do Spider-Verse, o ator Nicholas Hammond da série de televisão dos anos 1970, ou Takuya Yamashiro, o Homem-Aranha da Toei. McMillan também fez referência às negociações do contrato entre a Marvel e a Sony quando sugeriu que o filme poderia ser usado para separar o Homem-Aranha do UCM. Hoai-Tran Bui, do blog /Film, temeu que o filme estivesse se tornando "superlotado" e desejou que a Holland pudesse "se virar sem uma estrela da lista A mostrando-lhe as cordas", mas não se opôs a "algumas boas e velhas brincadeiras entre Holland, Garfield e Maguire", enquanto Adam B. Vary da Variety observou que esses relatos não foram confirmados e aumentaram a incerteza se os atores apareceriam fora das participações especiais. Pouco depois, Holland negou que Maguire e Garfield apareceriam no filme, enquanto Feige confirmou que o filme terá conexões com Doctor Strange in the Multiverse of Madness.
Feige afirmou, em janeiro de 2021, que o filme está sendo referido por alguns como Homem-Aranha 3, e disse que, internamente, a Marvel está se referindo a ele como De Volta ao Lar 3, embora esse não seja seu título real. Nessa época, Charlie Cox, que interpretou Matt Murdock / Demolidor na série da Netflix, teria gravado material para o filme, enquanto uma foto do set de Atlanta indicou que o filme ocorreria durante a época do Natal. As filmagens ocorreram na Frederick Douglass High School, de 22 a 24 de janeiro de 2021. No mês seguinte, Holland o descreveu como "o filme solo de super-herói mais ambicioso", e dissipou os rumores de que Maguire e Garfield apareceriam no filme. No final de fevereiro de 2021, o título do filme foi revelado como Spider-Man: No Way Home, continuando a convenção de nomenclatura dos dois filmes anteriores de apresentar "home" no título. As filmagens também ocorreram no Henry W. Grady High School, de 19 a 21 de março de 2021. O sistema das Escolas Públicas de Atlanta parou de permitir o uso de edifícios no distrito como locais de filmagem por causa da pandemia de COVID-19, mas abriu uma exceção para o filme, já que ambos foram usados anteriormente como locações de filmagem em Spider-Man: Homecoming. Foi revelado que Hannibal Buress reprisaria seu papel como professor de educação física, treinador Wilson, até então, com Buress lançando um videoclipe em agosto de 2021, revelando que ele havia filmado cenas em Atlanta. Holland acreditava que No Way Home tinha sequências de luta "mais viscerais" do que os dois filmes anteriores, assim como mais combate corpo a corpo. As filmagens terminaram em 26 de março de 2021. As filmagens também deveriam ocorrer em Los Angeles e Islândia.

### Pós-produção
Em abril de 2021, Alfred Molina confirmou que apareceria no filme, explicando que lhe disseram para não falar sobre seu papel no filme durante a produção, mas percebeu que sua aparição havia sido amplamente divulgada e noticiada. Mais tarde naquele mês, J. B. Smoove revelou que estava voltando como Julius Dell de Far From Home. No início de maio, Andrew Garfield negou que tivesse sido convidado para aparecer no filme, mas disse "nunca diga nunca", enquanto Angourie Rice foi revelada para retornar como Betty Brant. Mais tarde naquele mês, Emma Stone negou seu envolvimento no filme.
Em maio de 2021, o presidente da Sony Pictures Group, Sanford Panitch, reconheceu que houve confusão e frustração dos fãs em relação à relação entre o SSU e o UCM, mas afirmou que havia um plano para esclarecer isso e ele acreditava que já estava "ficando um pouco mais claro para as pessoas [sobre] para onde estamos indo" naquela época, após o anúncio do filme Kraven the Hunter (2023). Ele acrescentou que No Way Home ajudaria a revelar mais sobre este plano, com Adam B. Vary, da Variety, comentando que, percebendo que No Way Home introduziria elementos do multiverso, permitiria Holland a fazer aparições tanto no UCM quanto no UPMSP. O trailer oficial confirmou o envolvimento de Jon Favreau como Harold "Happy" Hogan e Benedict Wong como Wong, reprisando seus papéis de filmes anteriores do UCM, bem como J. K. Simmons como J. Jonah Jameson, depois de interpretar o personagem em Longe de Casa e na trilogia de Raimi. Também foi confirmado que os personagens Electro e Duende Verde apareceriam no filme, com a indicação de que a encarnação do Duende Verde seria a versão de Willem Dafoe dos filmes de Raimi. Em setembro de 2021, Garfield novamente negou que estivesse no filme, dizendo: "Não importa o que eu diga... ou será realmente decepcionante para as pessoas ou será muito emocionante".
No início de outubro, muitos comentaristas esperavam que Tom Hardy reprisasse seu papel como Eddie Brock / Venom, de Venom (2018) e Venom: Let There Be Carnage (2021), depois que a cena pós-créditos de Let There Be Carnage mostrou o personagem aparentemente sendo transportado de seu universo (o SSU) para o UCM. Feige notou que havia "muita coordenação" entre as equipes de Let There Be Carnage e No Way Home para trabalhar na cena pós-créditos de Let There Be Carnage, e que toda a extensão do trabalho de coordenação ainda não foi revelada. Mais tarde naquele mês, para a edição da Empire de No Way Home, Watts disse que eles estavam tentando ser ambiciosos com o filme, fazendo com que atores dos filmes anteriores do Homem-Aranha voltassem, o que Holland achou incrível e louco. Foi explicado que o filme iria explorar os mundos desses filmes anteriores, com Doutor Octopus e Electro, assim como o Duende Verde de Dafoe, Flint Marko / Homem-Areia de Thomas Haden Church, de Spider-Man 3 (2007), e Curt Connors / Lagarto de Rhys Ifans, de The Amazing Spider-Man (2012), identificados como personagens desses mundos na revista. Uma capa da edição também trazia referências visuais a alguns desses personagens, com muitos comentaristas esperando que Church e Ifans aparecessem como Homem-Areia e Lagarto. Foi dito que a equipe de No Way Home "não tem pressa em confirmar ou negar as aparições" de vários personagens, com Watts tratando as especulações como rumores não confirmados, enquanto Feige disse que os rumores são divertidos, já que "muitos deles são verdadeiros, e muitos deles não são" e alertou as expectativas do público quanto aos rumores de estarem entusiasmados com o filme que é feito ao invés de focar no que não foi feito.
No início de novembro, Jorge Lendeborg Jr. revelou que reprisaria seu papel como Jason Ionello no filme e, assim como suas aparições em Homecoming e Far From Home, teria "muito pouco a ver com o núcleo" da história. Em meados do mês, as fotografias adicionais foram concluídas para o filme. Arian Moayed revelou que tinha um papel no filme, enquanto Kirsten Dunst disse que ela não estava no filme, mas "nunca diria não" para reprisar seu papel de Mary Jane Watson. O segundo trailer do filme confirmou o envolvimento de Dafoe, Church e Ifans. Pascal descreveu No Way Home como "o ápice da trilogia Homecoming". Jeffrey Ford e Leigh Folsom Boyd foram os editores do filme.

### Design
Sanja Milkovic Hays foi a figurinista do filme, depois de trabalhar anteriormente em Captain Marvel.

## Trilha sonora
Em novembro de 2020, o compositor de Homecoming e Far From Home, Michael Giacchino, foi confirmado para retornar para No Way Home. O álbum da trilha sonora do filme foi lançado digitalmente em 17 de dezembro de 2021, com uma faixa intitulada "Arachnoverture" lançada como single em 9 de dezembro e outra intitulada "Exit Through the Lobby" lançada no dia seguinte.
Os temas de referências de Giacchino de filmes anteriores do Homem-Aranha de Hans Zimmer, James Horner, Danny Elfman e Christopher Young, bem como seus próprios temas de Doutor Estranho (2016).

## Marketing
Em maio de 2020, a Sony firmou uma parceria promocional com a Hyundai Motor Group para mostrar seus novos modelos e tecnologias no filme. No final de fevereiro de 2021, Holland, Batalon e Zendaya, aparentemente, revelaram títulos "fake" para o filme: Spider-Man: Phone Home, Spider-Man: Home Wrecker e Spider-Man: Home Slice, respectivamente. O anúncio oficial aconteceu com a exibição de um vídeo de Holland, Batalon e Zendaya saindo do escritório de Watts, onde receberam os títulos falsos. Batalon e Zendaya observam que Holland não era confiável com o título real, já que ele havia revelado "acidentalmente" o título do segundo filme. O vídeo termina com um quadro branco mostrando vários outros títulos com a palavra "home" que, aparentemente, foram considerados. Jennifer Bisset, da CNET, sugeriu que esses títulos e logotipos poderiam representar os vilões do filme, incluindo o Electro de Jamie Foxx e o Doutor Octopus de Alfred Molina, enquanto Umberto Gonzalez do TheWrap chamou de engraçadas "trocas de falsos baits" e observou que o título Phone Home referenciou a fala de E.T. the Extra-Terrestrial (1982). Gregory Lawrence, do Collider, observou que o título Home-Wrecker demonstra uma vibe dos filmes de suspense inspirados na década de 1990 e disse que os títulos falsos eram uma "bobeira sólida" para entusiasmar os fãs. Ele também comparou as fotos reveladas à "maravilha aterrorizante / inspiradora" dos filmes de Steven Spielberg, comparando-a com The Goonies (1985), enquanto Germain Lussier do io9 disse que exalavam "vibes sutis de National Treasure, Indiana Jones". Em julho de 2021, a Marvel revelou vários brinquedos e bonecos para o filme, incluindo Funko Pops, bonecos do Marvel Legends e conjuntos de Lego.
No final de agosto de 2021, quando questionado sobre a falta de trailer e imagens ou descrições oficiais do filme, Feige acreditou que o filme não estava sendo "mais ou menos secreto do que qualquer um de nossos outros projetos" e reafirmou que um trailer seria lançado antes da estreia do filme nos cinemas. Embora a Sony cuide do marketing do filme, sua equipe de marketing está em coordenação com a da Disney para garantir que cada um saiba quando o outro está lançando conteúdo relacionado ao UCM, portanto, é um "ganha-ganha para todos". Em 22 de agosto, um vazamento do primeiro trailer foi compartilhado nas redes sociais, que o The Hollywood Reporter considerou "legítimo", com a Sony trabalhando para que várias cópias do trailer fossem retiradas do ar. Adam Chitwood, do Collider, notou o "fervor" online crescente em torno do trailer, e sentiu que independentemente de quando foi lançado e o que foi mostrado, não iria "corresponder ao hype que os fãs construíram em suas mentes". Chitwood continuou dizendo que os outros lançamentos de filmes de 2021 do Marvel Studios não tiveram um nível de demanda semelhante a No Way Home, apontando que todos os rumores do elenco posicionaram o filme para ser "uma experiência única de ir ao cinema" se eles fossem precisos. Da mesma forma, ele se perguntou se a Sony estava receosa de comprometer o marketing que mostrou que o lançamento do filme será em dezembro de 2021 em meio ao ressurgimento da variante Delta da COVID-19.
O trailer foi lançado oficialmente em 23 de agosto durante o painel da CinemaCon 2021 da Sony. Devan Coggan, da Entertainment Weekly, observou que o trailer confirmou o papel do multiverso no filme, incluindo elementos dos filmes de Raimi e Webb, enquanto Ethan Anderton, do /Film, chamou o trailer de "nada menos que emocionante", uma vez que confirmou muitos dos rumores anteriores sobre o filme. Austen Goslin, do Polygon, por outro lado, sentiu que muito dos rumores não foram revelados no trailer, sentindo então que os rumores eram falsos ou que a Marvel ainda pretendia mantê-los em segredo. O colega de Anderton, Joshua Meyer, chamou o trailer de "extraordinário... recheado de momentos de cair o queixo" e observou como o filme estaria adaptando a história em quadrinhos de "One More Day"; Richard Newby, do The Hollywood Reporter, já havia notado a aparente adaptação das histórias de "One More Day" e "One Moment in Time" após a revelação da escalação de Cumberbatch. Muitos comentaristas observaram as possíveis aparições dos vilões do Homem-Aranha, Homem-Areia e o Lagarto no trailer, como uma indicação da formação do Sexteto Sinistro no filme. Vinnie Mancuso, do Collider, estava animado para ver o retorno de Molina e o potencial envolvimento de Dafoe, mas chamou isso de "pop barato", pois estava prestando "um péssimo serviço às histórias que você está tentando contar no presente, lembrando o público como as coisas costumavam ser melhores". Ele também sentiu que o trailer representava "a relutância contínua da Marvel em deixar o Homem-Aranha de Tom Holland estrelar seus próprios filmes do Homem-Aranha", já que o trailer não deu a Parker "nenhum momento memorável" entre todos os seus elementos. O trailer teve 355,5 milhões de visualizações globais nas primeiras 24 horas, tornando-se o trailer mais visto naquele período, ultrapassando o recorde de Avengers: Endgame (289 milhões de visualizações) e mais que o dobro das visualizações do trailer de Spider-Man: Far From Home (135 milhões). Ele também gerou o maior volume de conversas 24 horas na mídia social de todos os tempos, com 4,5 milhões de menções, sendo 2,91 milhões nos Estados Unidos e 1,5 milhão internacionalmente; ambos superaram as menções de Avengers: Endgame (1,94 milhão nos Estados Unidos, 1,38 milhão internacionalmente).
O segundo trailer oficial foi lançado em uma exibição para fãs no cinema Regal Sherman Oaks em Los Angeles em 16 de novembro de 2021. Goslin sentiu que o trailer "revela toda a extensão do multiverso do Homem-Aranha da Marvel", enquanto seu colega Matt Patches observou a ausência do Homem-Aranha de Maguire ou Garfield no trailer, mas sentiu que era "inteiramente possível para os atores aparecer em No Way Home". Jason Robbins, do Collider, ficou desapontado com o trailer, dizendo que era "o que esperávamos, mas menos", uma vez que não havia confirmação de Maguire ou Garfield ou "uma visão mais aprofundada do multiverso; apenas vilões diretos de outras encarnações dos filmes do Homem-Aranha que esperávamos ver". Alguns comentaristas disseram que partes do trailer pareciam como se Maguire e Garfield tivessem sido editados da filmagem, como uma cena em que o Lagarto parece ter sido atingido por uma força invisível. Em 24 de novembro de 2021, a Sony lançou vários vídeos no TikTok para o TheDailyBugle.net apresentando J.K. Simmons e Angourie Rice. Em dezembro de 2021, a cena de abertura de um minuto do filme estreou exclusivamente no Late Night with Seth Meyers, enquanto uma banca de jornal do The Daily Bugle foi montada na cidade de Nova York em parceria com a Liberty Mutual para promover o filme. O filme teve um valor total de marketing promocional de 202 milhões de dólares.
Em novembro de 2021, a Hyundai lançou um comercial, intitulado "Only Way Home", promovendo o filme e o SUV elétrico Ioniq 5 estrelado por Holland e Batalon, com Watts como diretor. O SUV e o Hyundai Tucson serão apresentados no filme.

## Lançamento

### Cinema
Spider-Man: No Way Home fez sua estreia mundial no cinema Fox Village, em Los Angeles, em 13 de dezembro de 2021. O filme foi lançado no Reino Unido em 15 de dezembro, e nos Estados Unidos em 17 de dezembro, onde estreou em 4.325 cinemas, incluindo IMAX e outros grandes formatos premium. Foi previamente definido para ser lançado em 16 de julho de 2021, mas foi adiado para 5 de novembro de 2021, antes de ser alterado para a data de dezembro de 2021, devido à pandemia de COVID-19. Faz parte da Fase Quatro do MCU.
Em agosto de 2021, a Sony e a CJ 4DPlex anunciaram um acordo para o lançamento de 15 filmes da Sony ao longo de três anos no formato ScreenX, incluindo No Way Home. Em novembro de 2021, o filme foi confirmado para ser lançado nos cinemas na China, tornando-se o primeiro filme da Fase Quatro a estrear no país depois que Black Widow, Shang-Chi and the Legend of the Ten Rings e Eternals não foram lançados por lá, embora em 9 de dezembro de 2021 não houvesse data de lançamento em parte devido às tensões diplomáticas entre a China e os Estados Unidos, incluindo o planejado boicote diplomático dos EUA aos Jogos Olímpicos de Inverno de Pequim em 2022. As autoridades chinesas solicitaram que a Estátua da Liberdade fosse removida do filme, o que a Sony recusou.

#### Versão estendida

Cartaz de lançamento de The More Fun Stuff Version. Foi considerado uma melhoria em relação ao pôster original, pois apresenta todos os personagens anteriormente mantidos em segredo com o marketing

Uma versão estendida do filme, intitulado The More Fun Stuff Version contendo cenas adicionais e deletadas, foi anunciado em junho de 2022 para ser lançado nos cinemas a partir de 2 de setembro de 2022, nos Estados Unidos e Canadá, entre outros países. O relançamento celebra 60 anos do Homem-Aranha nos quadrinhos e 20 anos do Homem-Aranha no cinema e apresenta aproximadamente 13 minutos de cenas adicionais e deletadas. As adições incluem: uma introdução da Holland, Maguire e Garfield; cenas adicionais de Parker e May sendo interrogados pelo Departamento de Controle de Danos; a cena com o irmão de Holland, Harry, como ladrão, que foi cortada do lançamento original; boletins do Clarim Diário com o primeiro dia da volta de Parker na escola e as chegadas de Dillon e Marko; cenas adicionais de Parker na escola; Brant entrevistando Parker, seus professores e seus colegas de classe; cenas adicionais no porão do New York Sanctum; uma cena com May, Parker e os vilões em um elevador a caminho do apartamento de Hogan; uma cena adicional com Murdock e Hogan; cenas adicionais dos três Parkers; e uma nova cena pós-créditos, substituindo o trailer de Doutor Estranho no Multiverso da Loucura, que mostra os efeitos do segundo feitiço de Strange.
A versão More Fun Stuff foi lançada nos cinemas a partir de 31 de agosto de 2022 na Indonésia, seguido pelos Estados Unidos e Canadá, entre outros países, em 1º de setembro. Continuará a ser lançado em vários outros mercados até 9 de setembro, incluindo o Brasil. Em seguida, será lançado na Itália em 18 de setembro, na Espanha em 23 de setembro e na Coreia do Sul em 6 de outubro. O pôster para a versão estendida foi considerado uma melhoria em relação ao marketing do lançamento original, pois foi capaz de apresentar todos os personagens anteriormente mantidos em segredo antes do lançamento do filme. Shrishty Mishra do Collider disse que era um "pôster no estilo dos Vingadores com uma mistura perfeita das sensações do multiverso, combinada com o efeito 'Where's Wally?'". Anthony Lund, do MovieWeb, chamou-o de "pôster épico pelo qual os fãs pediram". Russ Burlingame, do Comicbook.com, disse que o pôster era o que "todos estávamos esperando" e "uma grande mudança na maneira como a Sony promoveu o filme inicialmente", já que "continuaram a ser tímidos" nas aparições depois que o filme foi lançado.

### Home Media
Spider-Man: No Way Home está programado para ser lançado pela Sony Pictures Home Entertainment em formato digital em 22 de março de 2022 e em Ultra HD Blu-ray, Blu-ray e DVD em 12 de abril de 2022. Digitalmente, o filme também estará disponível em um pacote de três filmes, incluindo todos os filmes do Homem-Aranha da Marvel Studios, bem como um pacote de oito filmes, incluindo os filmes de Holland, Maguire e Garfield. A mídia doméstica inclui um gag reel e vários featurettes de bastidores, incluindo duas mesas redondas, uma com Dafoe, Molina e Foxx, e outra com Holland, Maguire e Garfield. Tem o maior número de compras digitais de pré-lançamento em Vudu, superando as compras de Avengers: Endgame. Para anunciar as datas de lançamento na mídia doméstica, a Sony e as contas de mídia social do filme postaram uma foto de Holland, Maguire e Garfield recriando um meme popular de "Double Identity", o 19º episódio da primeira temporada da série de televisão do Homem-Aranha de 1967, de vários Homens-Aranha apontando um para o outro; os tweets da imagem renderam mais de 10.000 retuítes minutos depois de serem postados.
Também será lançado no Starz após seus lançamentos nos cinemas e em home video. Será o último filme lançado pela Sony com um lançamento SVOD exclusivo na Starz, já que os filmes a seguir seriam lançados na Netflix após seu lançamento nos cinemas e em home video até 2026. Em abril de 2021, a Sony assinou um acordo com a Disney dando-lhes acesso ao seu conteúdo, incluindo filmes anteriores do Homem-Aranha e conteúdo da Marvel no SSU, para transmitir no Disney+ e no Hulu, e aparecer nas redes de televisão da Disney. O acesso da Disney aos títulos da Sony lançados de 2022 a 2026 viria após sua disponibilidade na Netflix. Em fevereiro de 2022, a Sony expandiu seu acordo preexistente com a WarnerMedia para disponibilizar seus filmes na HBO Max e HBO em toda a Europa Central e Oriental, que incluiria No Way Home.

## Recepção

### Bilheteria
Spider-Man: No Way Home arrecadou 804,8 milhões de dólares nos Estados Unidos e Canadá, e 1,096 bilhão de dólares em outros territórios, para um total mundial de 1,901 bilhão de dólares. É o filme de maior bilheteria de 2021, a sexta maior bilheteria de todos os tempos, o terceiro filme de maior bilheteria nos Estados Unidos e Canadá, o filme do Homem-Aranha de maior bilheteria e o filme de maior bilheteria lançado pela Sony. No Way Home também é o primeiro filme desde Star Wars: The Rise of Skywalker (2019) a arrecadar mais de 1 bilhão de dólares, tornando-se o terceiro filme mais rápido a atingir esse marco e o primeiro a fazer isso durante a pandemia de COVID-19. Superou Jumanji: Welcome to the Jungle para se tornar o filme de maior bilheteria da Sony Pictures na América do Norte. O filme se tornou a maior bilheteria da Sony Pictures em todo o mundo. A Deadline Hollywood calculou o lucro líquido final do filme em 610 milhões de dólares, contabilizando os orçamentos de produção, marketing, participação de talentos e outros custos em comparação com as bilheterias e receitas de mídia doméstica. Devolveu a receita global da Cineworld, a segunda maior operadora de cinema do mundo, para 88% dos níveis de 2019.
Nos Estados Unidos e Canadá, o filme arrecadou 50 milhões de dólares nas prévias de quinta-feira. Foi a terceira maior noite de pré-estreia doméstica atrás de Star Wars: The Force Awakens (57 milhões de dólares) e Avengers: Endgame (60 milhões de dólares) e a maior para a Sony. Na Coreia do Sul, o filme arrecadou 5,28 milhões de dólares, batendo, assim, o dia de abertura de Homem-Aranha: Longe de Casa no país por mais de 11% e a maior dia para qualquer filme durante a pandemia. Na Índia, a bilheteria do filme em seu primeiro dia foi de ₹32 crore (4,2 milhões de dólares) a ₹34,50 crore (4,6 milhões de dólares), superando Endgame e o filme indiano Sooryavanshi (2021). O filme bateu No Time to Die, recorde de bilheteria de abertura no Reino Unido e arrecadou 7,6  milhões de libras (10,1 milhões de dólares). O filme arrecadou 43,6 milhões de dólares em territórios internacionais em seu dia de estreia.
Spider-Man: No Way Home arrecadou US $ 43,6  milhões em 15 mercados em seu dia de abertura, com a Sony mantendo o melhor recorde de dia de abertura na Coreia do Sul, Reino Unido, México, Itália e Taiwan. Na Coreia do Sul, o filme arrecadou US$ 5,28  milhões em seu dia de estreia, superando assim o dia de estreia de Homem-Aranha: Longe de Casa no país em mais de 11% e o maior valor de um dia para qualquer filme durante a pandemia. No Reino Unido, o filme bateu o recorde de bilheteria de estreia de 007 - Sem Tempo para Morrer em £ 7,6 milhões ($ 10,1 milhões). Na Índia, a bilheteria do filme em seu dia de estreia foi de ₹ 320 milhões (US $ 4,2 milhões) para ₹  345 milhões (US$ 4,5 milhões), superando Endgame e o filme indiano Sooryavanshi (2021). Em seu fim de semana de estreia de cinco dias, o filme arrecadou US$ 340,8 milhões em 60 mercados. Na América Latina a partir de 16 de janeiro de 2021, tornou-se o filme de maior bilheteria de todos os tempos no México ( $ 72 milhões ), e o segundo maior de todos os tempos no Brasil ( $ 50,4 milhões ), América Central ( $ 12,6 milhões ) e Equador ( US$ 7,9 milhões ). A partir de 27 de fevereiro de 2022 , os maiores mercados do filme são o Reino Unido ($ 127,3 milhões), México (US$ 76,2  milhões), França (US$ 65,2  milhões), Austrália (US$ 67,9  milhões) e Coreia do Sul (US$ 63,1  milhões).

#### Recordes de pré-venda de ingressos
Os ingressos foram colocados à venda à meia-noite de 29 de novembro de 2021, com vários sites de ingressos, como Fandango e AMC Theatres, saindo fora do ar quase imediatamente devido ao grande fluxo de usuários que tentavam comprar os referidos ingressos. As vendas de ingressos no Fandango ultrapassaram as de Black Widow em apenas duas horas e, no final do dia, tornou-se a melhor pré-venda de ingressos no primeiro dia desde Avengers: Endgame, enquanto também ultrapassou as pré-vendas de Avengers: Infinity War, Star Wars: The Last Jedi, Spider-Man: Far From Home, Star Wars: The Rise of Skywalker e Rogue One: A Star Wars Story. No Way Home teve a segunda maior venda de ingressos de um dia na AMC, com o CEO, Adam Aron, atribuindo isso aos NFTs com tema do Homem-Aranha.
O filme também bateu recordes no México, com 7 milhões de dólares na venda de ingressos do primeiro dia, o que foi 40% acima de Endgame. No Reino Unido, o filme superou No Time to Die três vezes no mesmo período de 12 dias antes de seu lançamento, enquanto a venda de ingressos no Brasil foi 5% acima de Endgame no mesmo ponto. O filme também ultrapassou os recordes da pré-venda de The Rise of Skywalker na Polônia e No Time to Die em Portugal. Outros mercados com os melhores recordes de pré-venda incluem Espanha, Brasil e América Central.

### Resposta da crítica

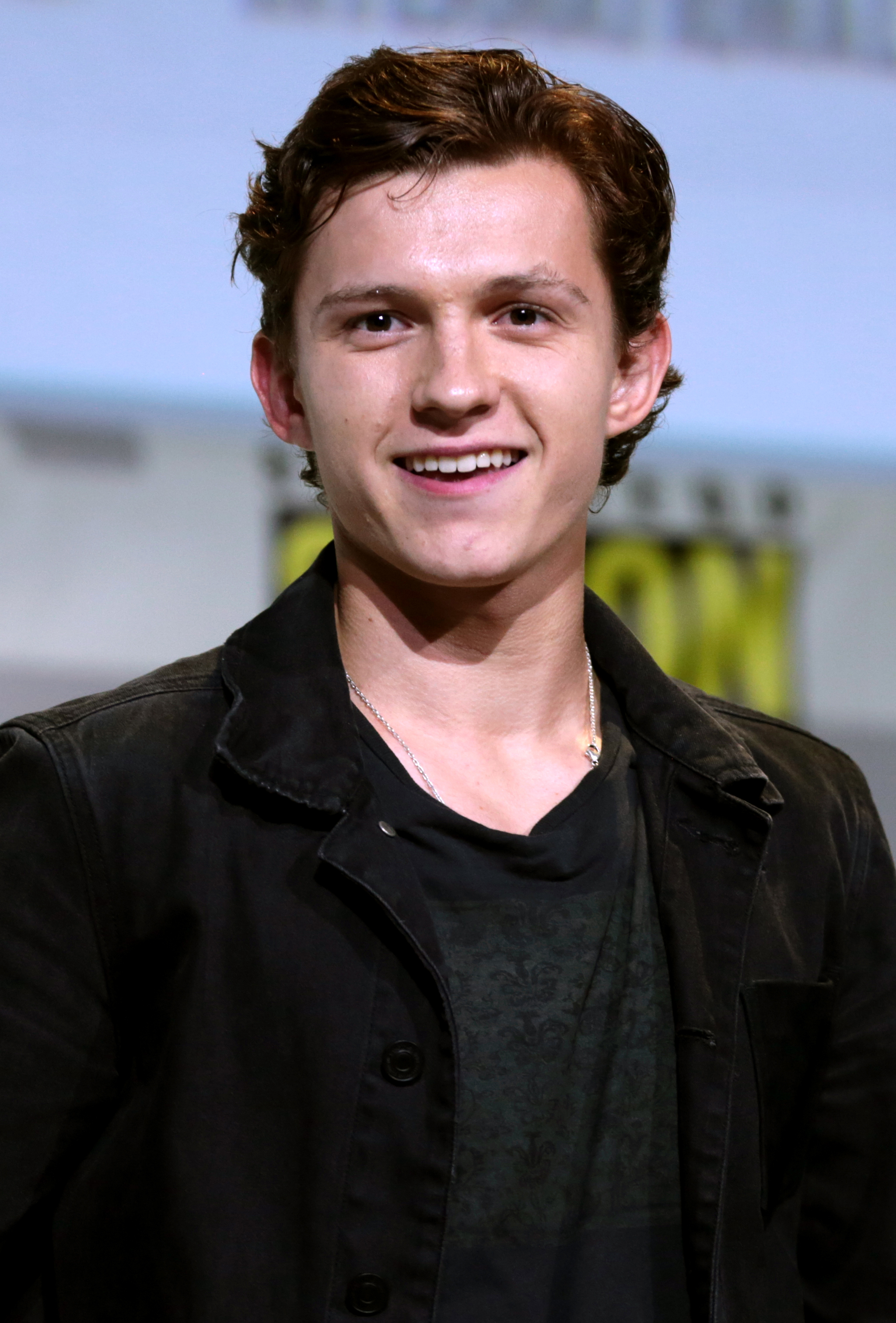
A performance de Tom Holland como Homem-Aranha recebeu muitos elogios, com diversos críticos destacando seu desempenho como um destaque em um filme com múltiplos atores

O site de agregador de resenhas Rotten Tomatoes relatou um índice de aprovação de 93%, com uma pontuação média de 7,9/10, com base em 391 avaliações. O consenso crítico do site diz: "Uma sequência maior e mais ousada do Homem-Aranha, No Way Home expande o escopo e as apostas da franquia sem perder de vista seu humor e coração." No Metacritic, o filme possui uma pontuação média ponderada de 71/100, com base em 59 resenhas, indicando "avaliações geralmente favoráveis". O PostTrak relatou que 95% dos membros do público deram uma pontuação positiva, com 89% dizendo que definitivamente o recomendariam.
Amelia Emberwing, da IGN, deu ao filme uma nota 8 de 10, afirmando que seu "impacto no universo como um todo, bem como nas batidas emocionais no geral, tudo parece merecido", enquanto elogiou as atuações de Dafoe, Molina e Foxx. Pete Hammond, da Deadline Hollywood, elogiou a direção de Watts e escreveu: "Holland, Zendaya e Batalon são um trio inestimável, e os vários vilões e 'outros' que aparecem e saem tornam este filme puro divertimento da mais alta ordem. Os fãs estarão no céu". Peter Debruge, da Variety, elogiou as performances de Garfield e Maguire, e sentiu que o filme "fornece resolução suficiente para as últimas duas décadas de aventuras do Homem-Aranha e que o público que se desligou ao longo do caminho será recompensado por dar uma chance a este". Escrevendo para Den of Geek, Don Kaye deu ao filme 4 de 5 estrelas, elogiando a cinematografia, as sequências de ação, as performances e a química do elenco, afirmando que "No Way Home canaliza todo o espectro de filmes do Homem-Aranha enquanto define o personagem finalmente em um curso inteiramente seu". Jennifer Bisset, da CNET, elogiou as sequências de ação, performances, cinematografia e diálogos, escrevendo: "A influência dos Irmãos Russo quase pode ser sentida conduzindo o terceiro filme do Homem-Aranha de Holland para um território novo e mais pesado. Se o personagem se tornar o próximo Tony Stark, esta é a maneira de gravar mais algumas cicatrizes na fachada de um herói mais interessante. Se você veio para ver o maior filme do ano, com certeza sairá satisfeito".
Kevin Maher, do The Times, deu ao filme 4 de 5 estrelas, dizendo que é "tão satisfatório de assistir quanto perigoso de discutir" e o descreveu como "uma explosão de dinamite do pós-modernismo espertinho que nunca abandona seu núcleo emocional." Benjamin Lee, do The Guardian, deu ao filme 3 de 5 estrelas, elogiando Watts por "trazer de volta vários vilões dos universos anteriores do Homem-Aranha, entregando uma aventura propulsiva e habilmente coreografada que irá apaziguar uma ampla base de fãs no Natal", mas sentindo que o roteiro "carece da efervescência esperada, aquela sensação de diversão desgrenhada lutando para romper uma trama mais robótica". Kate Erbland, da IndieWire, deu ao filme um "B–", sentindo que o trabalho de Watts foi "satisfatório, emocionante e ocasionalmente instável". Ela sentiu que o roteiro passava "muito tempo refletindo sobre as maquinações de pessoas e planos que já conhecemos, jogando em algumas más orientações e simplesmente atrasando o inevitável". John DeFore, do The Hollywood Reporter, sentiu que a inclusão de um "caos multiversal" tirava a dependência do personagem no Homem de Ferro, que tornava os filmes centrados em Holland "menos divertidos".
Brian Lowry, da CNN, elogiou o humor ao escrever: "O que já está aparente, no entanto, é que este filme foi concebido para ser saboreado e desfrutado. E no que se tornou um fenômeno cada vez mais evasivo, que incluirá gritos e mais gritos de fãs apreciativos nos cinemas, onde "Homem-Aranha" revelará seus segredos pela primeira vez, e então, mais do que provável, mostra suas pernas." Richard Roeper, do Chicago Sun-Times, deu ao filme 3 de 4 estrelas, elogiando as performances de Holland e Zendaya escrevendo: "Não há nada de novo ou particularmente memorável sobre o CGI útil e os efeitos práticos, mas nós permanecemos investidos no resultado em grande parte porque Holland continua sendo o melhor dos Homens-Aranhas cinematográficos, enquanto Zendaya empresta coração, inteligência e calor a cada momento em que está na tela. Continuamos torcendo para que esses dois continuem juntos, mesmo que o multiverso nem sempre está do lado deles." Em contraste, Bilge Ebiri, da Vulture, chamou o filme de "agressivamente medíocre", mas elogiou Dafoe – a quem ele disse "mais uma vez se divertir modestamente com o eu dividido de seu personagem" – e Garfield, chamando-o de "genuíno prazer" e nomeando seu melhor desempenho do filme.

### Prêmios e indicações
O filme foi desqualificado de ser considerado para quaisquer indicações no British Academy Film Awards porque não estava disponível no serviço de streaming do BAFTA. O filme foi incluído nas listas preliminares de possíveis indicados ao Oscar 2022 nas categorias Melhor Som e Melhores Efeitos Visuais, com as indicações finais a serem anunciadas em 8 de fevereiro de 2022. Uma lista também publicada pela Variety mostrou que o filme foi enviado para consideração em muitas categorias importantes, incluindo Melhor Filme. No Way Home foi finalmente nomeado para Melhores Efeitos Visuais. Em fevereiro de 2022, os três Homens-Aranha que se uniram, foram nomeados um dos cinco finalistas do Oscars Cheer Moment como parte do concurso "Oscars Fan Favorite" para o 94º Oscar. Em 2 de março de 2022, a Variety informou que o filme era o favorito para vencer o concurso "Fan Favorite", de acordo com uma pesquisa da Morning Consult, com ele terminando em quarto lugar.

## Futuro
Em agosto de 2019, um quarto filme da franquia estaria em desenvolvimento junto com No Way Home. Em fevereiro de 2021, Holland disse que No Way Home era o último filme de seu contrato com a Marvel e a Sony, mas estava ansioso para retornar se fosse chamado. Em outubro de 2021, Holland afirmou que No Way Home foi tratado como "o fim de uma franquia" que começou com Spider-Man: Homecoming, e que quaisquer filmes solo adicionais apresentando os personagens do Homem-Aranha do UCM seriam diferentes desta trilogia, construindo "algo diferente" com uma mudança de tom. Um mês depois, Holland disse que não tinha certeza se deveria continuar fazendo filmes do Homem-Aranha e sentiu que teria "feito algo errado" se ainda estivesse interpretando o personagem na casa dos trinta. Ele expressou interesse em um filme focado em Miles Morales como Homem-Aranha. Apesar disso, a produtora Amy Pascal esperava continuar trabalhando com Holland em futuros filmes do Homem-Aranha. Mais tarde, em novembro, Pascal disse que havia planos para outra trilogia de filmes do Homem-Aranha estrelados por Holland, com o trabalho do primeiro filme prestes a começar, embora a Sony ainda não tenha planos oficiais para mais filmes do Homem-Aranha do UCM.
Em dezembro, Kevin Feige confirmou que ele e Amy Pascal, juntamente com a Sony e a Disney, estavam ativamente começando a desenvolver a história para o próximo filme do Homem-Aranha após a "decisão importante" de Peter em No Way Home. Ele prometeu que a parceria entre a Sony e a Disney não seria rompida novamente como aconteceu durante o desenvolvimento de No Way Home. Em abril de 2022, após a saída de Watts da direção de The Fantastic Four: First Steps (2025), da Marvel Studios, para dar uma pausa nos filmes blockbusters, o Deadline Hollywood informou que a Sony ainda esperava que Watts (com Holland e Zendaya) retornasse para o próximo filme do Homem-Aranha do MCU. Feige disse em fevereiro de 2023 que eles tinham uma história para o filme com "grandes ideias" e que os roteiristas haviam começado a trabalhar nela. Pascal disse no final de maio que o filme ainda estava em desenvolvimento, mas que o trabalho foi suspenso devido à greve dos roteiristas dos Estados Unidos de 2023, que começou no início daquele mês, e que o trabalho seria retomado após o fim da greve. Naquela época, Holland reiterou que o filme estava em estágios iniciais de desenvolvimento e que ele havia participado de reuniões sobre ele, que também foram suspensas devido à greve dos roteiristas. Em novembro de 2023, Holland novamente observou que participou das discussões em torno do filme e reiterou seu desejo de retornar apenas se isso "fizesse justiça ao personagem". Destin Daniel Cretton, que dirigiu o filme Shang-Chi and the Legend of the Ten Rings (2021), estava em negociações iniciais para dirigir a sequência em setembro de 2024. No mês seguinte, Holland disse que as filmagens começariam em meados de 2025, e o filme estava programado para ser lançado em 24 de julho de 2026, com a contratação de Cretton confirmada. Em fevereiro de 2025, o lançamento do filme foi adiado uma semana depois, para 31 de julho de 2026. Em março de 2025, Sadie Sink se juntou ao elenco do filme em um papel não revelado, e o título foi anunciado como Spider-Man: Brand New Day. Liza Colón-Zayas se juntou ao elenco em maio.